# Pod Stožkem (Návsí)

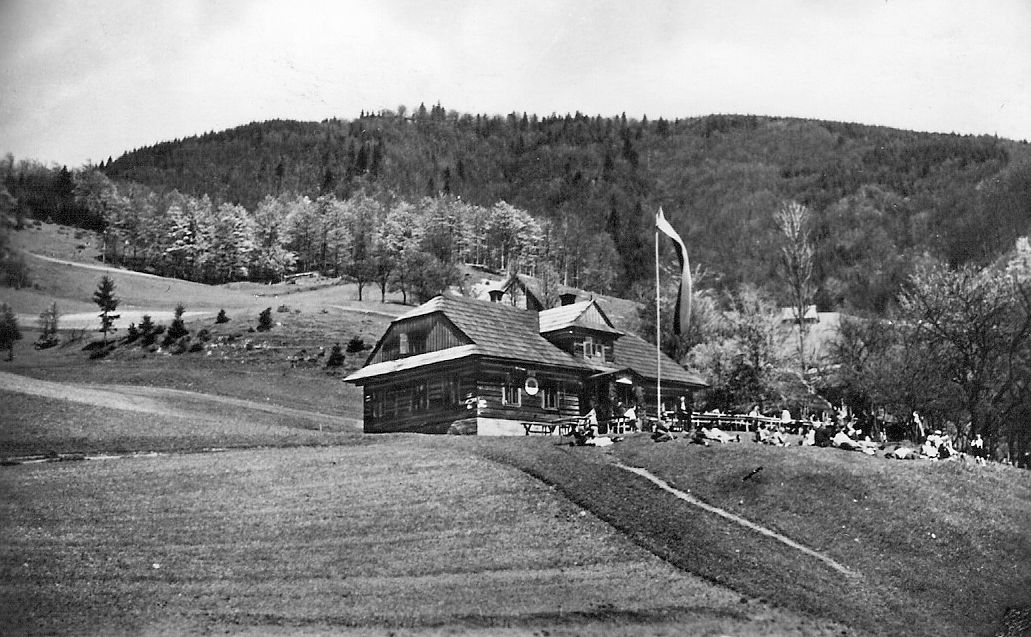
Zaniklá turistická chata Halamova útulna v osadě Zimný

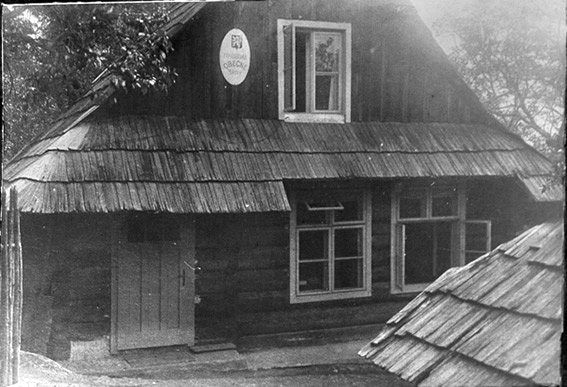
Stará Škola r. 1927 - usedlost p. Skupienia

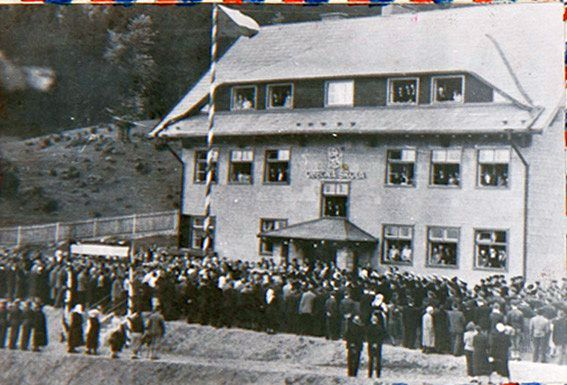
Nová Škola r. 1935

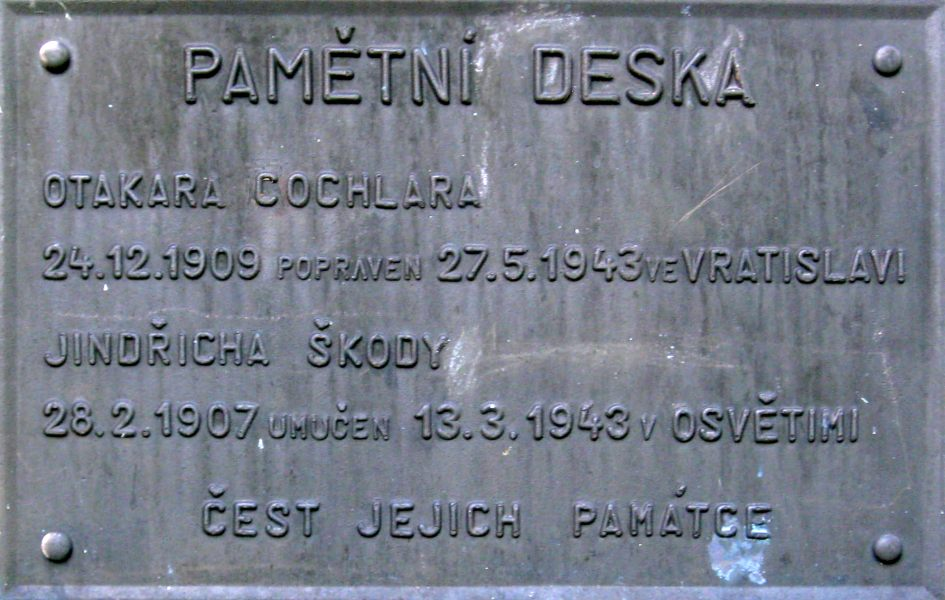
Památník umučeným učitelům Otakarovi Cochlarovi a Jindřichu Škodovi v Návsí v osadě Zimný, před bývalou školou.

Pod Stožkem (také známa jako osada Zimný pod Stožkem) je část obce Návsí  na Jablunkovsku v Moravskoslezském kraji, je její sídelní jednotkou. V době největšího rozkvětu osady zde žilo asi 150 obyvatel, v r. 2013 zůstaly v osadě poslední tři osoby. Na této osadě lze pozorovat systém hospodaření, rozvoje a úpadku horalského způsobu života od 18. do 20. století na Těšínsku.

## Historie
Počátky osídlení osady nastaly v 18. a 19. století, postupně jak zde přibývalo obyvatel, přibývalo i stavení na maximální počet 18 a zvětšovala se obdělávána oblast. V době největšího rozkvětu osady zde trvale žilo až 150 obyvatel.
V letech 1924–1960 existovala v osadě Zimný turistická chata Halamova útulna, tato chata byla centrem dění místních osadníků, byly zde organizovány Rodičovské plesy, dětské radovánky a jiné společenské akce. V neposlední řadě se stala oblíbeným cílem mnohých turistů, školních výletů a rekreace. Rodina Halamových byla během druhé světové války uvězněna v nacistickém koncentračním táboře. Zuzana Halamová zemřela v táboře Ravensbrück, její syn Józef Halama zemřel v táboře Gross-Rosen, po druhé světové válce se zpátky vrátily mj. děti Zuzany – Maria, Markéta, Vilma, Izidor a Dominik.
Po rozpadu Rakousko-Uherska a vzniku Československa v r. 1918 zde byla snaha o zřízení české obecné školy. V r. 1927 byla v osadě Zimný otevřena  III. Česká obecná škola v Návsí a zahájeno vyučování v pronajaté jedné místnosti dřevěnice  p. Skupienia. Z důvodu nevyhovujících podmínek bylo dne 20. listopadu 1934 započato s výstavbou nové školní budovy, která byla předána k užívání 1. prosince 1935. O výstavbu nové školy se výrazně zasadil místní učitel Otakar Cochlar (1909–1943), pro zřízení nové školy vyvinul veliké úsilí, psal memoranda a žádosti, psal do časopisů. V těchto letech dosáhla škola nejvyššího počtu žáků a to 90.

### Období polského záboru Slezska 1938–1939
Ve dnech 2. až 11. října 1938 byl příhraniční pás území o rozloze 869 km² (západní Těšínsko bez Frýdecka a Slezské Ostravy) připojen k Polsku. V období 1938–1941 místní škola přešla pod Polskou správu a  vyučovalo se pouze polsky. Během Československo-polského sporu o Těšínsko museli ze školy nedobrovolně odejít čeští učitelé s rodinami Jindřich Škoda (1908–1943) a Otakar Cochlar (1909–1943), jenž se později stali členy Československého odboje a oběťmi nacistického Německa. Na místě bývalé školy je těmto učitelům zřízen památník.

### Období německé říše 1939–1945
V r. 1941 přešla škola pod německou správu, ale i když se započalo s vyučováním v německém jazyce, byla záhy činnost přerušena a škola uzavřena až do konce druhé světové války. Během války došlo ve škole i k ozbrojenému útoku, podle p. Gustava Sikory, rodáka z osady Filipka: „Němci postříleli spoustu lidí, partyzány i místní. Do školy pod Stožkem naházeli granáty. Mrtvé naložili na žebřiňák, odvezli do Návsí na hřbitov. Školu jsme pak měli dlouho zavřenou, žádný z učitelů tam nechtěl učit.“

### Poválečné období
Za období činnosti školy v létech 1927–1961 se zde vystřídalo 30 učitelů a jedna učitelka. Rozhodnutím Školního úřadu z r. 1961 se zdejší škola pro nízký počet žáků uzavřela.
Po zjištění že je v osadě opuštěná chátrající škola a na popud rodáka Františka Volného byl osloven ředitel dolu J. Fučík s myšlenkou odkoupení budovy školy pod Stožkem a její adaptaci na Rekreační středisko anebo Dětský tábor. Po krátkém jednání se školskými úřady důl J. Fučík rozhodl o zboření školy a vybudování nového Rekreačního střediska, rekonstrukce byla zahájena v r. 1984 a dokončena v r. 1988. Po událostech sametové revoluce v r. 1989 a následkem útlumu v hornictví a privatizace majetku, středisko bylo uzavřeno a zchátralo bez jakékoli snahy jej majiteli provozovat.

### Litaratura
- BÁČA, Pavel, a kol. Hluchová: historická část obce Nýdek. 1. vyd. [s.l.]: vlastním nákladem, 2019. 155 s. ISBN 978-80-270-3440-6.
- WAWRECZKA, Henryk. Karol Kaleta - Beskydy, hory a lidé. 1. vyd. [s.l.]: Wart-Henryk Wawreczka, 2003. 151 s. ISBN 80-239-1639-4. (cs, pl, en, de)
- CICHÁ, Irena. Okolím Beskydského průsmyku. 1. vyd. [s.l.]: vlastním nákladem, 2003. 185 s. ISBN 80-239-1652-1. (cs, pl)